# ワタミ夢ストリート
ワタミ夢ストリート（ワタミゆめストリート）は、東京都大田区羽田にある、ワタミグループの記念館。運営はワタミ理念研究所。

## 概要
2012年7月17日にワタミの歴史や理念を伝える施設（記念館）として、同社本社内に開設された。見学は完全予約制。

## 施設
- 「ワタミグループのはじまり」ゾーン
- 「現在のワタミグループ」ゾーン
- 「ワタミグループ経営目的の誕生」ゾーン
- 「グループの展開する6事業紹介」コーナー
- 「ワタミグループが支援する3NPO紹介」ゾーン
- 「ワタミグループヒストリー」ゾーン
- 「創業者の経営する２つの公益法人紹介」ゾーン
- ビデオシアターゾーン
- デジタルアーカイブゾーン
- 書籍紹介ゾーン

## 開館時間
- 開館時間：午前10時〜午後5時
- 休館日：土日祝日

## 所在地
東京都大田区羽田1-1-3　ワタミ本社1階